# Clann na Poblachta
Clann na Poblachta (Família de la República) fou un partit polític irlandès fundat el 1946 per l'aleshores cap d'estat major de l'IRA, Seán MacBride. Aplegà militants del Sinn Féin disconformes amb l'ús de la violència, altres desil·lusionats amb el Fianna Fáil, que ha havia afusellat militants de l'IRA durant la Segona Guerra Mundial, i crítics amb la política social dels vells nacionalistes. Es proposava substituir i amenaçar el predomini del Fianna Fáil.
L'octubre de 1947 va obtenir dos escons en eleccions parcials, i a les eleccions al Dáil Éireann de 1948, convocades per sorpresa, només va obtenir 10 escons (menys dels que hom esperava). Fianna Fáil va perdre la majoria i tot i el seu rebuig a fer una coalició amb el cap del Fine Gael, Richard Mulcahy, entrà en coalició dirigida per John Aloysius Costello, aleshores fiscal general, gràcies a les negociacions del laborista William Norton. Mac Bride fou nomenat ministre d'afers exteriors i Noel Browne d'afers socials. El fet de pactar amb el Fine Gael fou protestat per molts militants i a la llarga la decisió va afeblir el partit.
MacBride fou fonamental en l'abolició de la Llei de Relacions Exteriors de 1936, per la que el rei Jordi VI del Regne Unit tutelava les relacions exteriors, i el 1949 es proclamà la República d'Irlanda. Inicià també una campanya antipartició que no va tenir cap ressò en el govern unionista d'Irlanda del Nord, i per això s'oposà a l'entrada d'Irlanda a l'OTAN perquè suposava reconèixer-ho. El 1950 Mac Bride oferí un tractat bilateral amb els EUA, però fou rebutjat. Després fou membre de l'OCDE i membre fundador del Consell d'Europa. Alhora, Browne va fer una campanya antituberculosi, amb introducció de raigs X i tractament gratuït als hospitals, però també intentà una campanya de contracepció que provocà protestes de metges i bisbes, raó per la qual dimití l'11 d'abril de 1951 i es trencà la unitat del partit. Browne i un altre diputat es passaren al Fianna Fáil.
Alhora, tot i que acceptaren la Constitució de 1937 i treballar en la legalitat a la República, mantingueren l'opció armada a Irlanda del Nord. Liam Kelly constituí el Fiann Uladh amb la secció armada Saor Uladh. El 1954 Kelly fou proposat al Seanad Éireann amb suport del Fine Gael amb la condició de donar suport al seu govern de coalició. Aquest govern va incrementar la seva campanya contra els militants republicans, que començaren la seva campanya de frontera, raó per la qual el 1957 el Clann deixà de donar-li suport i fou abandonada.
Poc després, Mc Bride va perdre el seu escó al Dáil, i el partit es va desintegrar. A les eleccions de 1961 només va obtenir un diputat, John Tully de Cavan, que fou reelegit a les de 1965. A les de 1969 ja no es va presentar i deixà d'existir.